# Fuxiang
Fuxiang (kinesiska: 富乡乡, 富乡) är en socken i Kina. Den ligger i provinsen Sichuan, i den sydvästra delen av landet, omkring 200 kilometer sydväst om provinshuvudstaden Chengdu. Antalet invånare är 2 928. Befolkningen består av 1 362 kvinnor och 1 566 män. Barn under 15 år utgör 13,0 %, vuxna 15-64 år 73 %, och äldre över 65 år 12,0 %.
Genomsnittlig årsnederbörd är 1 227 millimeter. Den regnigaste månaden är juli, med i genomsnitt 264 mm nederbörd, och den torraste är januari, med 8 mm nederbörd.